# Розова йонотера
Розова йонотера (Oenothera speciosa), още розова вечерна иглика, е многогодишно цъфтящо растение от семейство Onagraceae. Родом е от южен САЩ и Мексико.

## Описание
Достига 40 см височина и 50 – 60 см ширина. Леторастите са полегнали, има плитко разположено и разклонено подземно коренище. Листата са продълговати, рядко назъбени по края. Цветовете, подобни на чашка, са доста едри. Плодът е суха кутийка с много дребни семена. Цъфти почти цяло лято – от юни до края на август. Цветовете ѝ се отварят привечер и се затварят, когато ги напече обедното слънце. Те са събрани по няколко в съцветие, с диаметър 5 см, розови на цвят с жълто гърло.

## Разпространение
Розовата йонотера бързо разраства ареала си, поради факта, че само се разсява, поради което може да бъде дори инвазивно. Оптималните условия за отглеждане са слънчево място, неутрална и задължително добре дренирана почва. Сухоустойчиво и непретенциозно растение.
Зимува успешно у нас, вкл. и в Северна България.

## Приложение
Цветето е декоративно растение с продължителен цъфтеж.

## Галерия
- Поле с цъфнала розова йонотера
- Цветни пъпки
- Цвят
- Полен увеличен 200 пъти